# Ионный проектор
Ионный проектор — (англ. field ion microscope, FIM, полевая ионная микроскопия, автоионная микроскопия) — микроскопия поверхности образца, имеющего форму острой иглы, основанная на использовании эффекта полевой десорбции атомов «изображающего» газа, адсорбирующихся на исследуемую поверхность. В отличие от ионного микроскопа является безлинзовым прибором. По сравнению с электронным микроскопом имеет более высокую разрешающую способность (1,2-1,6  Å).

## Описание

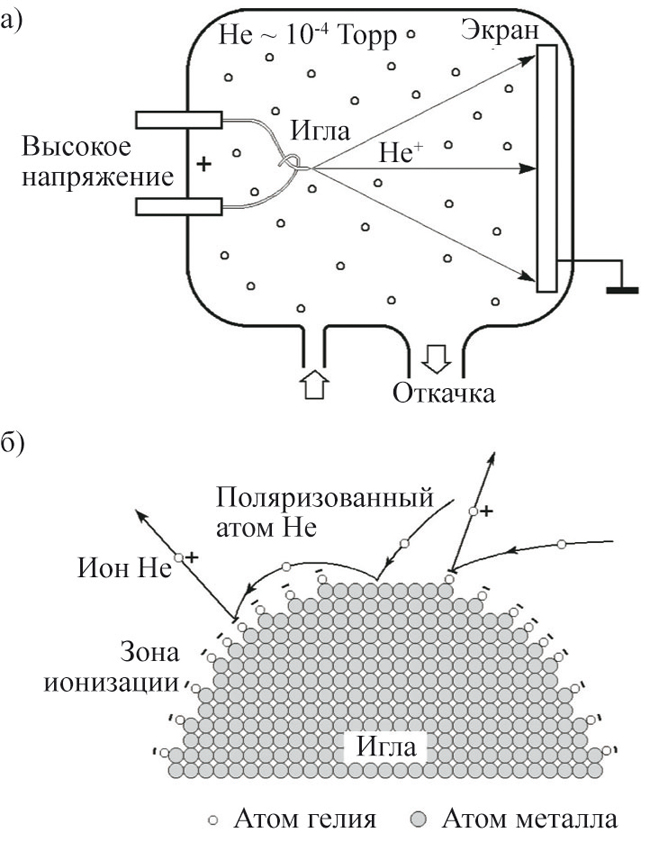
а — Экспериментальная установка для полевой ионной микроскопии; б — схематическая диаграмма, иллюстрирующая процесс получения изображения в микроскопе

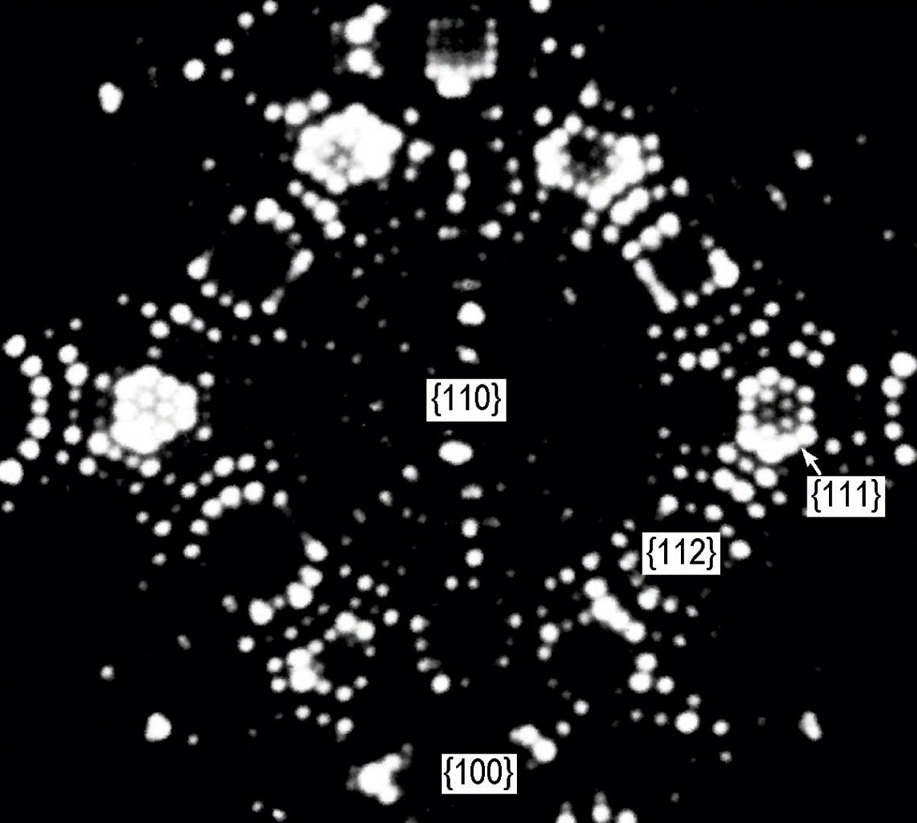
Изображение в полевом ионном микроскопе вольфрамовой иглы радиуса ~12 нм, полученное при температуре 21 К

Ионный проектор был изобретен Э. Мюллером в 1951 г. Основными её элементами служат образец в виде острой иглы, находящийся под высоким положительным потенциалом (1-10 кэВ), и флуоресцентный экран, в современных установках замененный на микроканальную пластину, которые помещаются в откачиваемую камеру. Камера заполнена «изображающим» газом, обычно гелием или неоном при давлении от 10-5 до 10-3 торр. Образец охлаждается до низких температур (~20-80 К).
Изображающий газ вблизи иглы поляризуется в поле, а поскольку поле неоднородно, то поляризованные атомы газа притягиваются к поверхности иглы. Адсорбированные атомы могут ионизироваться за счет туннелирования электронов в иглу, и образовавшиеся ионы ускоряются полем в сторону экрана, где и формируется изображение поверхности-эмиттера. Разрешение полевого микроскопа определяется термической скоростью изображающего иона и при охлаждении иглы до низких температур может составлять до 0,1 нм, то есть иметь атомное разрешение.
Ограничения на материал иглы те же, что и для электронного проектора; вследствие этого большинство исследований с помощью ионного проектора связано с тугоплавкими металлами (W, Mo, Pt, Ir). Наиболее яркие результаты, полученные с помощью автоионной микроскопии, относятся к исследованию динамического поведения поверхностей и поведения атомов на поверхности. Предметом изучения служат явления адсорбции и десорбции, поверхностная диффузия атомов и кластеров, движение атомных ступеней, равновесная форма кристалла и т. д.